# Орья (коммуна)
Орья́ (фр. Auriat) — коммуна во Франции, находится в регионе Лимузен. Департамент коммуны — Крёз. Входит в состав кантона Бурганёф. Округ коммуны — Гере.
Код INSEE коммуны — 23012.

## Население
Население коммуны на 2010 год составляло 125 человек.
| 1962 | 1968 | 1975 | 1982 | 1990 | 1999 | 2010 |
| ---- | ---- | ---- | ---- | ---- | ---- | ---- |
| 174  | 241  | 216  | 180  | 144  | 113  | 125  |

## Экономика
В 2010 году среди 81 человека трудоспособного возраста (15—64 лет) 54 были экономически активными, 27 — неактивными (показатель активности — 66,7 %, в 1999 году было 70,9 %). Из 54 активных жителей работали 43 человека (26 мужчин и 17 женщин), безработных было 11 (5 мужчин и 6 женщин). Среди 27 неактивных 5 человек были учениками или студентами, 13 — пенсионерами, 9 были неактивными по другим причинам.